# Куренкеев, Мураталы
Мураталы Куренкеев (кирг. Мураталы Күрөңкөй уулу Күрөңкеев; 2 января 1860, Талды-Булак — 12 января 1949, Чон-Кемин) — киргизский композитор, исполнитель на национальных инструментах (кыяке, комузе и чооре). Народный артист Киргизской ССР (1936).

## Биография
Родился в селе Талды-Булак (ныне — Джети-Огузский район Иссык-Кульской области Кыргызстана).
Учился у отца — известного народного музыканта Куренкея (1826—1907). В раннем возрасте приобрёл известность. 
В семье Куренкеевых из поколения в поколение передавались музыкальные способности. Отец Мураталы  всегда побеждал в соревнованиях комузистов, но однажды отец композитора потерпел поражение. Для отца это был мощный удар, ведь семья Куренкеевых всегда славилась тем, что они выигрывали все конкурсы по пению. На помощь пришел юный шестнадцатилетний сын Мураталы, который защитил честь фамилии и нанес поражение своему сопернику. С тех пор Мураталы Куренкеева начали узнавать во всем округе. 
В 1916—1918 после участия в революционном восстании находился в эмиграции в Китае.
Многогранное дарование Куренкеева полностью раскрылось после Октябрьской революции. Композитор исполнял широкий репертуар народной музыки, обогатив ее, и создав около 80 собственных уникальных произведений.
Создал кюи «Шынгырама», «Кер толгоо», «Кыз Кербез», «Көк сандал», «Кайрма» и другие.
В 1936—1940 годы был солистом Киргизской филармонии  и участником первого оркестра кыргызских народных инструментов. В те времена Мураталы был поглощен концертной деятельностью, но, несмотря на все это, народный композитор не прекращал занятий со своими учениками, среди которых уже были известные музыканты Карамолдо Орозов и Чалагыз Иманкулов.
Его имя было присвоено Государственному музыкальному училищу в 1944 году.
В 1961 году возле музыкального училища был установлен памятник в честь великого народного композитора.
В 2011 году впервые была издана книга, иллюстрирующая архивные фотографии 1939 года троих комузистов–классиков Карамолдо Орозова, Мураталы Куренкеева и Атая Огонбаева.

## Награды
- Орден Ленина (27 мая 1945)
- Орден Трудового Красного Знамени (7 июня 1939) — за выдающиеся заслуги в деле развития киргизского театрального искусства
- Народный артист Киргизской ССР (1936)